# Ван Чжень
Ван Чжень (1271—1333) — державний службовець часів династії Юань, перший у світі винахідник набірного друку з використанням дерев'яних літер, автор енциклопедичної праці «Нун шу» — найповнішого опису рільництва і промислових технологій Китаю кінця XIII — початку XIV ст.

## Життєпис
Походив з повіту Дунпін (провінція Шаньдун). Замолоду досяг успіхів у кар'єру: у 1295 році призначається головою повіту (сінсю) Цзінде (провінція Аньхой). У 1301 році отримує посаду голови повіту Юнфен (сучасний повіт Гуанфен провінції Цзянси), у 1322 році — повіту Фенхуа (провінція Чжецзян).

## Творчість
У 1314 році видав «Нун шу» (農書, «Книгу про землеробство»), де наведені описи і малюнки багатьох машин, які застосовувалися в Китаї з давнини до епохи Юань. Зокрема, описані міха шуй пай 水排 з приводом від водяної турбіни, водопідійомний пристрій та че 踏車, що приводився в дію ногами, водопідйомник ню че 牛車 з бичачим приводом, водопідйомник гао чжуань тун че 高轉筒車 з посудинами з бамбука, водяний млин шуй мо 水磨. Як додаток у книзі дано огляд історії набірного шрифту. Описані також складальні каси, що дозволяють складачу швидко знайти потрібну літеру. Крім того представлено способи вирощування різних сільськогосподарських культур, зокрема тутових, бавовнику, льону.